# Chrysops cuculux
Chrysops cuculux is een vliegensoort uit de familie van de dazen (Tabanidae). De wetenschappelijke naam van de soort is voor het eerst geldig gepubliceerd in 1879 door Whitney.